# Ruch na rzecz Socjalizmu
Ruch na rzecz Socjalizmu (hiszpański Movimiento al Socialismo-Instrumento Político por la Soberanía de los Pueblos, MAS-IPSP) – boliwijska lewicowa partia polityczna. Ugrupowanie zostało założone w 1995 roku, liderem partii został Evo Morales, przyszły prezydent Boliwii. Zwolennicy ugrupowania są nazywani masistas. Ugrupowanie wydaje periodyk Soberanía.

## Historia
Ruch zaczął się kształtować po secesji lewego skrzydła z organizacji Falange Socialista Boliviana, w wyniku rozłamu powstało nowe ugrupowanie pod nazwą Movimiento al Socialismo-Unzaguista. Pierwotnie skupiało się przede wszystkim na obronie hodowli koki która odgrywa w kulturze andyjskiej znaczącą rolę. W 1995 roku została założona MAS (likwidując literę U – Unzaquista dla celów praktycznych) dystansująca się od dotychczasowej historii szczególnie od związków z Falange Socialista Boliviana. Ugrupowanie podjęło współpracę z innymi lewicowymi i antykapitalistycznymi formacjami politycznymi, 23 lipca 1997 roku na czele partii stanął związkowiec Evo Morales. Zdobył mandat poselski ze stanu Cochabamba z wynikiem 70 procent poparcia. Organizacja aż do zwycięskich wyborów w 2006 pozostawała w opozycji.

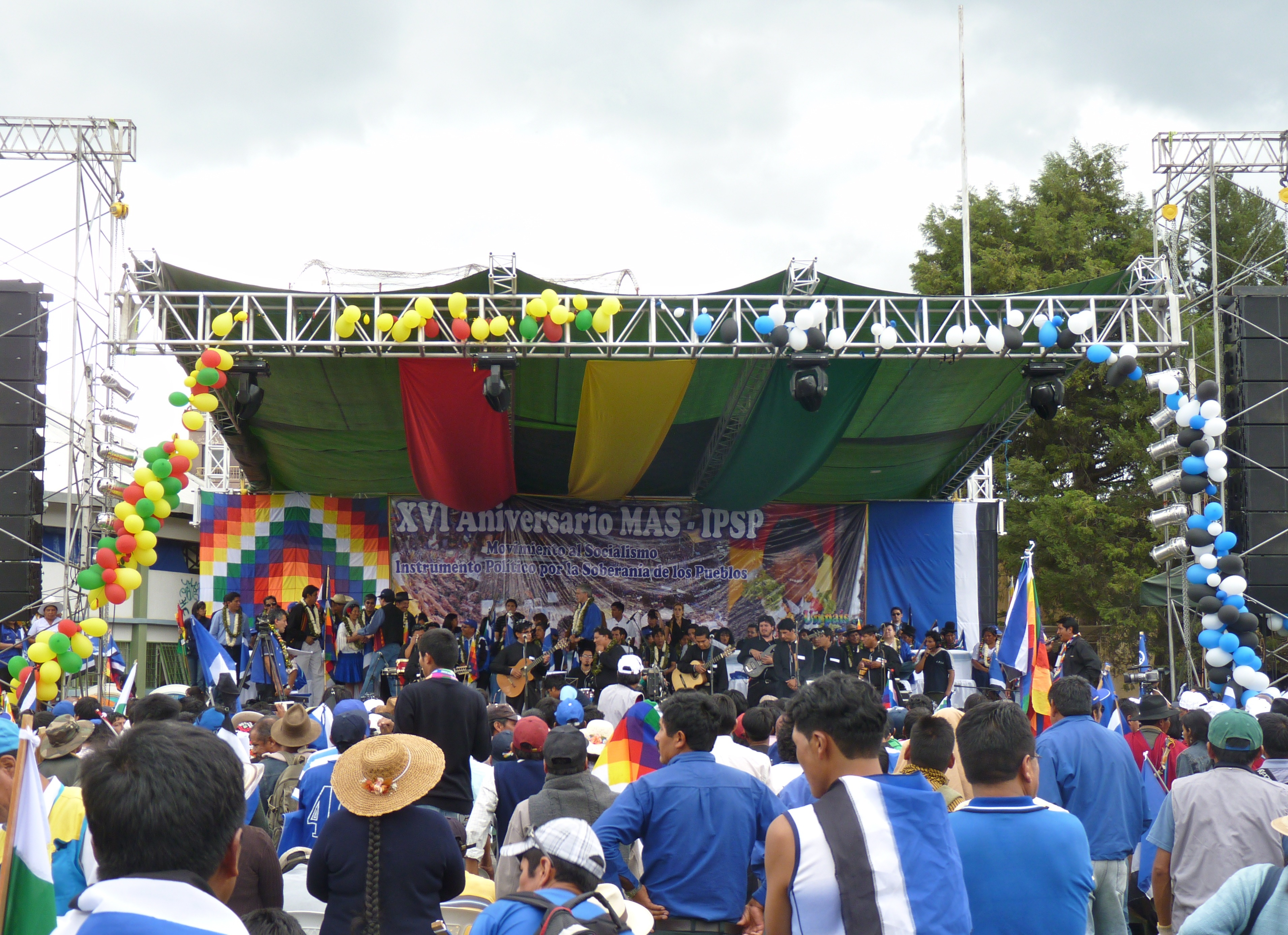
MAS-IPSP świętuje 16 urodziny partii, w miejscu założenia partii w Sacaba

## Ideologia
MAS-IPSP rządzi krajem od zwycięstwa wyborczego w 2006. Ugrupowanie rozwinęło wówczas ruch na rzecz obrony hodowców koki. Ugrupowanie opowiada się także za pełną nacjonalizacją przemysłu wydobywczego. Ugrupowanie od początku główny nacisk kładzie na problemy rdzennych mieszkańców kraju, wielu działaczy partii jest pochodzenia indiańskiego. Ugrupowanie łączy w swojej ideologii komunitaryzm, socjalizm, marksizm, indygenizm i antyimperializm. Partia sprzeciwia się hegemonii USA na terenie Ameryki Łacińskiej.

## Postulaty
- Wyeliminowanie korupcji w strukturach państwowych Boliwii.
- Nacjonalizacji odnawialnych i nieodnawialnych zasobów energetycznych.
- Promowanie ruchu odnowy moralnej, etycznej i politycznej.
- Dążyć do integracji społeczeństwa boliwijskiego, reklamowanie boliwijskiej gospodarki na międzynarodowej arenie.
- Walka o nowoczesne struktury społeczne, zgodnie z wartościami dwudziestego pierwszego wieku: równością, braterstwem, solidarnością, wolnością, ekologią, szacunkiem dla potrzeb przyszłych pokoleń.